# Рехобот Бич (Делавер)
Рехобот Бич (енгл. Rehoboth Beach) град је у Округу Сасекс у америчкој савезној држави Делавер. По попису становништва из 2010. у њему је живело 1.327 становника

## Демографија
| Група             | 2000.         | 2010.         |
| Белци             | 1.460 (97,7%) | 1.257 (94,7%) |
| Афроамериканци    | 4 (0,3%)      | 15 (1,1%)     |
| Азијати           | 10 (0,7%)     | 9 (0,7%)      |
| Хиспаноамериканци | 14 (0,9%)     | 48 (3,6%)     |
| Укупно            | 1.495         | 1.327         |